# Sylvie Blum (réalisatrice)
Ne doit pas être confondue avec la photographe et mannequin autrichienne Sylvie Blum
Sylvie Blum est une réalisatrice, productrice, scénariste, actrice et autrice française née le 7 septembre 1950. Elle exerce à l'Institut national de l'audiovisuel depuis 1975.

## Œuvre
Liste non exhaustive des créations de Sylvie Blum auxquelles elle a participé à divers titres :
Réalisatrice
- Conversation dans le désert avec Pierre Michon (2020), documentaire diffusé en deux parties le 26/08/2020 sur France 3 :
  - Première partie : l'heure d'imaginer 52 min. ;
  - Deuxième partie : l'heure d'écrire 55 min.
- Mathieu Riboulet, écrivain (2018) 58 min. : documentaire sur l'écrivain Mathieu Riboulet
- Pierre Bergounioux, la passion d’écrire (2017), 55 min : documentaire sur l'écrivain Pierre Bergounioux
- Charles Melman, un psychanalyste dans la ville (2014), 2 h 03 min. : doc. sur Charles Melman, psychiatre et psychanalyste, élève de Lacan
- L'immortalité, dernière frontière (2014), 1 h 30 min. : documentaire sur l'inéluctabilité de la mort
- Pierre Michon (2004) : documentaire sur l'écricain Pierre Michon
- L'Astronome et l'Indien (2002), 52 min.  doc. de Carmen Castillo dans le désert d’Atacama (nord du Chili)

Productrice
- Une histoire Birmane (2015), 1 h 32 min : documentaire de Alain Mazars
- La grande tueuse (2007), 57 min. : documentaire de Christophe Weber sur le virus H1N1
- La mort de Molière (1994), 47 min. : court-métrage de Robert Wilson

Scénariste, Productrice
- Béhémoth - Le Dragon noir (2015), 1 h 35 min : documentaire du réalisateur chinois Zhao Liang

Scénariste
- Inca de Oro (1997), 1 h 25 min. Drame. Téléfilm de Patrick Grandperret

Actrice
- Le Premier du nom (2000), 1 h 52 min.  film de Sabine Franel

Autrice
- La télévision ordinaire du pouvoir : 1958-1981, PUF (1982),
- Vie culturelle et pouvoirs publics (1972), la Documentation française, Paris, 250 pages